# Hornochsen!
Hornochsen! ist ein Kartenspiel von Wolfgang Kramer, erschienen beim deutschen Spieleverlag Amigo. Dieses Spiel ist der Nachfolger bzw. eine mit mehr Regeln versehene Version des Spiels 6 nimmt! aus demselben Hause.
Ziel des Spiels ist es, am Schluss die wenigsten Minuspunkte (Rote Hornochsen), wenn möglich die meisten Pluspunkte (Grüne Hornochsen) zu haben.

## Spielablauf
Je nach Spieleranzahl erhält jeder Mitspieler 10 bis 14 Karten, und es werden 7 bis 15 Karten in die Tischmitte gelegt. Anders als bei 6 nimmt! gibt es eine Spielerreihenfolge. Hier fängt nämlich der jüngste Spieler an.
Dieser muss nun versuchen, 1 Karte (wahlweise auch 2 oder 3) an eine der Reihen in der Tischmitte anzulegen. Dabei muss er beachten, dass die Karte, die er legt, höher ist, als die Zahl der Karte, an die der Spieler anlegt. Allerdings darf diese auch nicht höher sein, als die niedrigste Karte der linken Nebenreihe. Somit ergibt sich ein bestimmter Zahlenkorridor in jeder Reihe. Wenn der Spieler nicht mehr legen möchte, ist der nächste an der Reihe. Wenn jemand die 5. Karte an eine Reihe anlegt, muss er die komplette Reihe auf seinen Punktekonto-Stapel nehmen, und erhält so Plus- oder Minuspunkte. Das gibt dem ganzen Spiel einen taktischen Reiz. Jeder Spieler hat auch 2 Multiplikator-Karten, die er noch in die Reihen einschleusen darf. Werden diese bis zum Spielende nicht ausgelegt, geben sie für den Spieler 10 Minuspunkte.
Das Spiel endet, wenn jeder Spieler alle seine Karten losgeworden ist. Die Karten sind immer so abgezählt, dass am Ende eigentlich alle Reihen genommen werden müssen. Da auch keine neuen Spielreihen gebildet werden, ist somit das Spiel zu Ende, wenn alles aus der Tischmitte entfernt wurde. Am Ende zählt jeder seine Hornochsen zusammen, verrechnet sie ggf. mit den Multiplikatorkarten, so dass sich eine Punktzahl ergibt. Der mit den meisten Minuspunkten verliert. Man kann natürlich auch relativ viele Runden spielen und aufhören, wenn jemand 100 Minuspunkte erreicht hat.
Das Spiel ist schnell zu erlernen, aber schwer zu meistern. Durch geschicktes Taktieren kann man den Einfluss des Zufalls minimieren und so das Spiel diktieren.